# Ing-Margret Lackne
Kerstin Ing-Margret Lackne, född Johansson 7 juni 1933 i Aringsås församling i Kronobergs län, död 22 februari 2022 i Råsunda distrikt i Solna, var en svensk skådespelare och programpresentatör.

## Biografi
Ing-Margret Lackne var elev vid Norrköping-Linköping stadsteaters elevskola 1954–1957. Hon var som redaktör vid Sveriges Radio hallåman, sändningsledare och presentatör i flera radioprogram, bland annat Middagsdags och Musik för mej – kanske för dej. Hon började frilansa 1963 och blev sedan fast anställd vid SR. Hon var både programpresentatör vid Sveriges Television (TV2) och hallåman vid ljudradion 1969–1990; 1990–1998 var hon P1-värd. Sedan mitten av 1990-talet hörs hennes röst som utropare i stationernas högtalare på norrgående linjer i Stockholms tunnelbana.

## Filmografi
- 1955 – Flickan i regnet
- 1958 – Bock i örtagård
- 1966 – Woyzeck
- 1971 – Dagmars heta trosor
- 1973 – Vem älskar Yngve Frej
- 1982 – Ljudsamlaren (kortfilm)

## Teater

### Roller
| År   | Roll              | Produktion                                                               | Regi                | Teater                           |
| ---- | ----------------- | ------------------------------------------------------------------------ | ------------------- | -------------------------------- |
| 1955 | Theodora          | Jag vill vara en annan (Jeg vil være en Anden) Leck Fischer              | Kurt-Olof Sundström | Norrköping-Linköping stadsteater |
| 1955 | Minnie Fay        | Äktenskapsmäklerskan (The Matchmaker) Thornton Wilder                    | Olof Thunberg       | Norrköping-Linköping stadsteater |
| 1955 | Miss Potter       | Blåjackor (Boys in Blue) Lajos Lajtai och Lauri Wylie                    | John Zacharias      | Norrköping-Linköping stadsteater |
| 1956 |                   | Vår ofödde son Vilhelm Moberg                                            | Kurt-Olof Sundström | Norrköping-Linköping stadsteater |
| 1956 |                   | Värdshusvärdinnan (La locandiera) Carlo Goldoni                          | Kurt-Olof Sundström | Norrköping-Linköping stadsteater |
| 1956 | Käthie            | Vita hästen (Im weißen Rößl) Hans Müller och Ralph Benatzky              | John Zacharias      | Norrköping-Linköping stadsteater |
| 1957 | Mrs John Hutchins | Natten till den 17 januari (Night of January 16th) Ayn Rand              | John Zacharias      | Norrköping-Linköping stadsteater |
| 1958 | Kammarpigan       | Magister Bläckstadius August Blanche                                     | Else Fisher         | Riksteatern                      |
| 1960 | Viney             | Miraklet (The Miracle Worker) William Gibson                             | Per Gerhard         | Vasateatern                      |
| 1961 |                   | Herr Paddas bravader (Toad of Toad Hall) Kenneth Grahame                 | Jan Hemmel          | Stockholms skolbarnsteater       |
| 1964 | Nedjma            | Skärmarna (Les Paravents) Jean Genet                                     | Per Verner-Carlsson | Stockholms stadsteater           |
| 1964 | Vixen             | Tolvskillingsoperan (Die Dreigroschenoper) Kurt Weill och Bertolt Brecht | Hans Dahlin         | Stockholms stadsteater           |
| 1967 | Pernille          | Den jäktade (Den stundesløse) Ludvig Holberg                             | Kotti Chave         | Skansens friluftsteater          |